# Louis Van Poucke
Louis Van Poucke (* 2. November 1863 in Sint-Niklaas; † 2. Januar 1944 im KZ Esterwegen) war ein belgischer römisch-katholischer Geistlicher und Märtyrer.

## Leben
Louis Van Poucke wurde 1863 in Sinaai (heute Stadtteil von Sint-Niklaas) im Bistum Gent als Kind einer Landwirtsfamilie  geboren. 1888 wurde er in Gent zum Priester geweiht. Die Stationen seines Wirkens waren: Antwerpen (1893), Velm (Stadtteil von Sint-Truiden) (1898), Pfarrer in Wimmertingen (Stadtteil von Hasselt) (1902) und zuletzt Pfarrer in Velm (1909–1942).
Am 11. Januar 1943 wurde der 79-Jährige wegen angeblicher Widerstandshandlungen verhaftet und kam über die Gefängnisse Hasselt und Saint-Gilles/Sint-Gillis in das KZ Esterwegen. Dort starb er am 2. Januar 1944 im Alter von 80 Jahren.

## Gedenken
In Sint-Truiden ist die L. Van Pouckestraat nach ihm benannt.